# Máday Andor
Marosi Máday Andor Izidor (Budapest, 1877. április 16. – Genf, Svájc, 1958. december 29.) társadalomtudományi író, jogász, szociológus, egyetemi tanár, könyvtáros, az MTA tagja. Máday István (1879–1959) neurológus, individuálpszichológus bátyja és Máday Sándor (1841–1878) jogi doktor, országgyűlési képviselő unokaöccse.

## Élete
Máday Izidor (1839–1925) miniszteri tanácsos, közgazdasági író és böröllei Nagy-Szabó Olinda fia. Jogot tanult a genfi és lipcsei egyetemeken. 1900-tól a Pest vidéki pénzügyigazgatóságon dolgozott tisztviselőként, majd 1902-től a budapesti Kereskedelmi Akadémián tanított. 1906-ban a genfi tudományegyetemen magántanári képesítést szerzett. 1908-ban ugyanott a szociológiai tanszéken tanított. 1911-től Svájcban a neuchâteli egyetem tanáraként dolgozott, s ettől kezdve Neuchâtelben élt. 1914-ben megkapta a svájci állampolgárságot. 1923-ban kinevezték a Nemzetközi Munkaügyi Hivatal könyvtárának vezetőjévé,  Az 1920-as években megalapította a genfi magyar diákok Hungária Egyesületét. A századfordulón kapcsolatban állt a polgári radikálisokkal, munkatársa volt a Huszadik Század című folyóiratnak. A munkások törvényes jogaiért harcoló Általános Közjótékonysági Egyesületnek 1904–1905-ben főtitkára volt. Tudományos munkáiban a nők jogaival, a munkavédelem nemzetközi szabályozásával, a szociális törvényalkotások összehasonlításával, a könyvtári decimális rendszerrel foglalkozott. 1911-től 1927-ig szerkesztette az Études de législation sociale Suisse című kiadványsorozatot. Állandó munkatársa volt a genfi Genčvois és Democrate című újságoknak. Írásai francia és német nyelven is megjelentek André de Maday és Andreas von Máday név alatt.

## Családja
Apai nagyszülei Máday (Mandl) János (1816–1897) nagykereskedő és Tottis Leonóra, anyai nagyszülei Nagy-Szabó Ignác (1810–1877) országgyűlési képviselő és Szalmavári Kovács Jusztina voltak.
1908. december 14-én házasságot kötött Genfben egy svájci írónővel, Marthe Hentzellel
Gyermekei: Máday Éva és Máday Dénes.

## Főbb művei
- A női munka (Budapest, 1900)
- A nők éjjeli munkájának törvényes szabályozása. Jelentés és javaslat a Nemzetközi Törvényes Munkásvédelmi Egyesülethez. (Huszadik Század, 1903 és külön: Budapest, 1903)
- Le droit des femmes au travail (Paris – Genève, 1905)
- A törvényes munkásvédelem nemzetközi szabályozása (Budapest, 1910)
- Enquestre sur le travail à domicile chez le bijoutiers du canton de Genève. Máday-Hentzelt Mártával. (Études de législation ouvrière et de prévoyance sociale. 1. Neuchâtel, 1911)
- Essai d’une nouvelle classification des systèmes politico-sociaux et de ses applications. (Paris–Neuchâtel, 1911)
- Essai d’une explication sociologique de l’origine du droit. (Paris, 1911)
- La Hungaria. Société des étudiants hongrois à Genève au seuil de son dixième semestre. (Genève, 1911)
- Versuch einer neuen Theorie von den Staatverbindungen mit besonderer Berüchsichtigung der Schweiz und Österreich-Ungarns. (Bern, 1912)
- A háború és béke szociológiája (Budapest, 1913)
- A magyar nő jogai a múltban és jelenben (Budapest, 1913)
- Sociologie de la paix (Paris, 1915)
- Législation sociale comparée. I. tom. (Paris–Genève, 1917)
- Les femmes et les tribunaux de prud’hommes. (Revue Suisse d’utilité publique, 1917)
- La charte internationale du travail (Paris, 1921)
- L’organisation internationale du travail et la paix (Paris, 1931)
- Introduction à la sociologie envisagée comme connaissance des faits sociaux par les causes. (Bibliothèque Sociologique Internationale. Paris, 1937).